# Бриллиантовая амадина
Бриллиантовая амадина, или алмазная амадина (лат. Stagonopleura guttata) — вид птиц из семейства вьюрковых ткачиков. Из-за своего яркого, привлекательного оперения бриллиантовые амадины популярны в птицеводстве и обычно содержатся в качестве домашних животных. Обитают в эвкалиптовых лесах и лугах. С 2004 по 2008 была видом, близким к уязвимому положению.

## Описание
Размер тела — 10—13 см, вес — 17 г. Размах крыльев 26 см. Пепельно-коричневый, за исключением серебристо-серой макушки, лба и шеи, а также красного надхвостья. Оперение внизу белое, за исключением чёрной полосы на верхней части груди, которая затем продолжается вниз по бокам с некоторыми характерными белыми пятнами. Полоска между глазом и клювом чёрная. Горло белое. Клюв и кольца вокруг глаз темно-красные. Ноги и ступни тёмно-серые.  
Самцы и самки выглядят одинаково, и, как правило, их трудно определить по полу, за исключением некоторых небольших различий, которые могут быть или не быть различимыми: у самки более узкий «нагрудник» и более бледные полосы между глазами и клювом; самка может быть меньшего размера; голова самца также может быть более квадратной, чем у самки, и шире на макушке; клюв и глазные кольца самца более тёмно-красные; а хвост чёрный у самца и коричневато-чёрный у самки. У самок более розовый клюв появляется в возрасте 3-4 лет. 
Пол этих амадин наиболее достоверно определяется по ухаживанию самцов и их песням. Песня самки описывается как «колючая» версия самца. Некоторые заводчики предлагают некоторое время понаблюдать за этими амадинами и выбрать себе пару с самыми разными голосами. 
У неполовозрелой бриллиантовой амадины чёрный клюв и более тусклое оперение. 
Бриллиантовая амадина питается созревшими или частично созревшими семенами и листьями трав, а также насекомыми и их личинками (особенно при размножении), созревшими или частично созревшими плодами. Эти наземные кормушки действуют как рассеиватели семян растений, которыми они питаются. 
Бриллиантовые амадины пьют воду, всасывая её. 
Они летают низко, и стаи путешествуют длинными цепями. 
Так как бриллиантовых амадин часто содержат в качестве питомцев, заводчики вывели несколько мутаций:
- Палевый. Тёмно-коричнево-серые участки птицы сменяются нежно-коричневыми, а чёрные перья становятся темно-коричневыми.
- Оранжевоклювый, или «жёлтый». У птицы оранжевый клюв, оранжевое надхвостье и оранжевое кольцо вокруг глаза.
- Isabel. Чёрные и красные отметины остаются нетронутыми, но в остальном птица становится размытой, так что голова становится бледно-серебристой, а спина серо-коричневой.
- Пастельная. Красные отметины остаются яркими, но чёрные отметины становятся бледно-серыми, хвост и голова белыми, а спина становится не совсем белой.
- Пёстрая. Птица имеет случайные пятна белого оперения.

Песня бриллиантовой амадины состоит из серии очень низких гудящих или скрипучих криков. Обычно живёт 5 лет, но может доживать и до 10.

## Ареал обитания
Бриллиантовая амадина является эндемиком юго-восточной Австралии, обитает от хребтов Карнарвон в Квинсленде до полуострова Эйр и острова Кенгуру в Южной Австралии. Бриллиантовая амадина встречается в открытых травянистых лесах, вересковых и сельскохозяйственных угодьях или лугах с разбросанными деревьями.

## Размножение
Бриллиантовым амадинам часто требуется время, чтобы принять партнёра, но они верны своему партнёру, как только пара сблизится. Это делает защиту партнёра редко проблемой. Неизвестно, как они выбирают себе пару, но некоторые предполагают, что самцы выбирают самку в зависимости от того, насколько красочны её перья. Во время ухаживания самец держит в клюве длинную травинку и раскачивается вверх-вниз, выпячивая грудь. Пока самец качается, он издаёт протяжный скрипучий звук. Если самка не улетает, пока самец демонстрирует эти движения, последует совокупление. 
Бриллиантовые амадины являются моногамными птицами. 
Бриллиантовые амадины обычно размножаются два раза в год. Они размножаются весной, а затем снова осенью. Они не размножаются в исключительно жаркую или холодную погоду. Сезон размножения бриллиантовых амадин — с августа по январь. За это время особи строят гнездо с входной трубой длиной до 15 см. Гнезда выстланы мелкой травой и перьями и обычно располагаются на деревьях или кустарниках с густой листвой или высоко на деревьях, часто под гнёздами ястребов или ворон. Самки откладывают от четырёх до девяти яиц за кладку, и оба родителя насиживают яйца в среднем 13 дней. Молодые бриллиантовые амадины оперяются примерно через тридцать дней. Молодые становятся независимыми через две недели после оперения. Молодые особи довольно быстро приобретают взрослую окраску и могут размножаться через девять месяцев.
Самцы обычно собирают материалы для гнёзд, а самки строят гнезда. И самцы, и самки по очереди высиживают яйца. В светлое время суток каждый родитель сидит на гнезде примерно полтора часа за раз. Часто, когда самец возвращается в гнездо, чтобы сменить самку, он приносит в подарок травинку или даже перо. Ночью самец и самка вместе сидят в гнезде. Молодые обычно едят только наполовину созревшие семена. Когда птенцы просят еды, они кладут шею на пол гнезда и поворачивают только рот вверх. Во время этого попрошайничества клювы птенцов широко открыты, а их головы оживлённо двигаются из стороны в сторону.

## Охранный статус
МСОП присвоил виду охранный статус «Виды, вызывающие наименьшие опасения», потому что снижение больше не считается достаточно быстрым, чтобы приблизиться к пороговым значениям для уязвимых в соответствии с критерием тренда популяции (снижение> 30 % за десять лет или три поколения). 
Размер популяции очень велик и, следовательно, не приближается к пороговым значениям для уязвимых по критерию размера популяции (<10 000 половозрелых особей с продолжающимся сокращением, по оценкам, >10 % за десять лет или три поколения, или с определённой структурой популяции), этот вид имеет чрезвычайно большой ареал и, следовательно, не приближается к пороговым значениям для уязвимых по критерию размера ареала (степень распространения <20 000 км2 в сочетании с уменьшающимся или колеблющимся размером ареала, протяжённостью/качеством среды обитания или размером популяции и небольшое количество локаций или сильная фрагментация). Всего насчитывается 200 000 взрослых особей, и 300 000 особей всего.

### Угрозы
Большая часть среды обитания была расчищена, а оставшиеся фрагменты постепенно становятся непригодными в результате конкуренции с инвазивными видами, хищничества взрослых или молодых особей, изменения структуры растительности из-за чрезмерного выпаса скота, нашествия сорняков, засоления и других стоковых процессов. 
Несмотря на закон, запрещающий крупномасштабную расчистку мест обитания в Новом Южном Уэльсе, в период с 1998 по 2005 год в этом штате было одобрено расчистку 640 000 га, и, хотя не всё из них будет расчищено, неизвестное количество было расчищено незаконно. Серьёзность большей части деградации коррелирует с площадью фрагмента. Факторы, которые, как предполагалось, неблагоприятно влияют на этот вид, в частности, включают потерю основных пищевых растений и среды обитания в результате вторжения экзотических трав, более подходящих для кормления стадом. На севере ареала важную роль в упадке могло сыграть изменение режима пожаров и выпаса скота. 
Изолированные субпопуляции могут быть подвержены незаконному отлову.

### Действия по сохранению
1. Следует определить, почему виды подвержены фрагментации.
2. Защитить все занятые лесные массивы от вырубки и раз в два года контролировать соблюдение требований.
3. Обеспечить, чтобы все подгруппы населения на государственных землях находились под надёжным природоохранным управлением.
4. В пределах ареала вида управлять не менее 15 % доевропейских лесов на государственных или частных землях для сохранения, используя при необходимости стимулы.
5. Содействовать рациональному управлению средой обитания землевладельцами, используя соответствующие стимулы.
6. Содействовать сохранению естественных пастбищ и поощрять более тесную связь между подгруппами населения.
7. Содействовать восстановлению растительности и мелиорации земель, которые воссоздают среду обитания вида.
8. Контролировать сбор дров на территориях, занятых этим видом, и при необходимости уменьшить плотность выпаса скота.
9. Провести долгосрочный мониторинг остаточных субпопуляций[9].

## Содержание
Подходящий размер клетки — 80×50×50 см. Клетка должна быть прямоугольной, ведь в круглой амадины могут теряться и дезориентироваться. Для удобства у клетки должен быть съёмный поддон. В клетке обязательно должна быть поилка, кормушка, деревянные жёрдочки и ванночки, ведь птицы любят купаться. В качестве подстилки подойдёт мелкий песок. 
Лучше размещать клетку с птицами в светлом месте, чтобы на неё попадали лучи несколько часов в день. В помещении с клеткой должен быть свежий воздух, но не должно быть сквозняков. Птицы не очень переносят резкие и едкие запахи, поэтому на кухне лучше клетку не размещать. 
Убирать клетку и чистить её вместе с поилками её нужно ежедневно, а раз в месяц проводить дезинфекцию, чтобы птицы не заболели. Нежелательно выпускать из клетки, чтобы птички полетали по комнате, ведь птицы будет трудно поймать, что вызовет у неё стресс. 
Содержать в одной клетке несколько видов амадин не рекомендуется, ведь они довольно конфликтные. Амадин также следует содержать парами, а то и целой стаей, ведь если амадина будет одна, то ей будет скучно, может даже заболеть. 
Летом клетку рекомендуется выносить на балкон, чтобы птицы погрелись на лучах солнца, но также им надо создавать и тень. Так как зимой дни становятся короче, то амадинам световой день надо увеличивать с помощью искусственного освещения (световой день у бриллиантовых амадин длится 15 часов). В прохладном и тёмном месте птицы могут заболеть, стать менее активными и потерять оперение. Перепады температур вредны для самих птиц.
Основное меню бриллиантовых амадин составляет просо. Для приготовления полноценной зерновой смеси рекомендуется салат, чумиза, рапс, семена луговых трав и сорняков, например одуванчика. Амадинам необходим и мягкий корм, например творог, варёное яйцо, морковь, огурцы и яблоки. Ни в коем случае не давать лук и укроп, также нежелательно давать хурму, папайю, манго, авокадо и хлеб. В качестве минеральной добавки для птиц подойдёт ракушечник, яичная скорлупа и песок. У птиц всегда должен быть к ним доступ. Амадинам также можно есть и живые корма, особенно когда птицы размножаются. Свежая вода должна быть постоянно. Птицам не стоит покупать уже готовый корм для канареек или волнистых попугайчиков, ведь для них он не подойдёт. 
К размножению птицу можно допускать в 6 месяцев, и делать это стоит не чаще 3 раз в год, иначе организм самки быстро истощится. Амадины откладывают по одному яйцу в день, а насиживают их только через 4 дня. Это делают оба родителя: дням — по очереди, а ночью — вместе. Если что-то менять в клетке и тревожить птиц, то через неделю они могут прекратить ухаживать за птенцами, из-за чего у них есть риск умереть. Птицы могут заболеть гиповитаминозом, гиподинамией и простудой.